# Noapte de carnaval
Noapte de carnaval (titlul original: în rusă Карнавальная ночь, transliterat: Karnavalnaia noci)  este un film muzical 
de comedie sovietic, realizat în 1956 de regizorul Eldar Reazanov. Este primul său film pentru marele ecran, în care Liudmila Gurcenko joacă primul ei rol și de asemenea un film de succes la public în care joacă popularul actor comedian Igor Ilinski.

## Rezumat
Este Ajunul Anului Nou iar angajații Casei de cultură sunt gata cu programul de divertisment pregătit pentru încheierea anului. Acesta include o mulțime de dansuri și cântece interpretate de formația de jazz cât și scamatorii. Noul director al Casei de cultură care tocmai a preluat funcția, tovarășul Ogurțov, dezaprobă total programul de divertisment pregătit. Pentru el, programul distractiv de sărbători înseamnă altceva. Își imaginează discursuri cu dări de seamă despre realizările din cursul anului care tocmai a trecut și eventual puțină muzică serioasă, ceva din clasici, interpretată de o orchestră de veterani.
Evident, nimeni nu dorește să schimbe programul cu două zile înainte de spectacol, cu ceva atât de plicticos. Spre noroc, echipa de amatori preia treptat conducerea pentru coordonarea evenimentelor...   

## Distribuție
- Igor Ilinski – Serafim Ivanovici Ogurțov, directorul casei de cultură
- Liudmila Gurcenko – Lena Krîlova
- Iuri Belov – Grișa Kolțov
- Andrei Tutîșkin – Fiodor Petrovici Mironov, contabil
- Olga Vlasova – Adelaida Kuzminicina Romașkina
- Tamara Nossova – Tosia Burîghina, secretara lui Ogurțov
- Gheorghi Kulikov – Serioja Usikov
- Ghenadi Iudin – conducătorul orchestrei de jazz
- Vladimir Zeldin – Nikolaiev, clovnul Tip
- Boris Petker – Sidorov, clovnul Top
- Inna Ulianova –
- Serghei Filippov – tovarășul Nekadilov, conferențiar
- Surorile Șmelev – chelnerițele cântărețe
- V. Gusakov – dansator step
- I. Gusakov – dansator step
- Tamara Krușova – acrobată

## Melodii din film
- cântecul „Piat minut” (5 минут) compusă de Anatoli Lepin și V. Livshitv, interpretată de Liudmila Gurcenko
- cântecul „Pesenka o horoșem nastroeni” (Песенка о хорошем настроении) compusă de Anatoli Lepin și V. Korostlio, interpretată de Liudmila Gurcenko

## Lansare
A fost lansat în anul 1956 și a avut parte de mare succes comercial, fiind vizionat de 48,6 milioane de spectatori în cinematografele din Uniunea Sovietică.

## Sequel
În anul 2006 regizorul Reazanov a realizat o continuare a filmului, numit „Noapte de carnaval 2, sau 50 de ani mai târziu” (Карнавальная ночь 2, или 50 лет спустя), protagoniști fiind actorii Alyona Babenko și Serghei Bezrukov.